# Барбадос
Барбадóс (англ. Barbados; МФА: [bɑːrˈbeɪdɒs] чи [bɑːrˈbeɪdoʊs]) — держава в Центральній Америці на острові Барбадос у Карибському морі в групі Малих Антильських островів. Розміщений на найсхіднішому острові Центральної Америки досить близько до Південноамериканського континенту, за 434,5 кілометрів від Венесуели. Найближчими до Барбадосу островами є Сент-Люсія та Сент-Вінсент і Гренадини, які лежать на захід від острова.
Площа острова становить 430 км². Поверхня рівна, з невеликою кількістю пагорбів посередині острова. Склад ґрунту вказує на те, що острів не вулканічного, а коралового походження. Оточений кораловими рифами.
Клімат на острові тропічний із постійними пасатами, що дмуть з Атлантичного океану. Часто бувають урагани в червні — листопаді.
Політична система — республіка. До 30 листопада 2021 року Барбадос був конституційною монархією. Формально країну (як і Австралію, Канаду, Нову Зеландію і ще 11 країн Британської співдружності) очолювала королева Великої Британії Єлизавета II. Фактичним главою держави був прем'єр-міністр.
Столиця — місто Бриджтаун (116 тис. осіб, з передмістям).
Мови — англійська і байан (місцевий діалект англійської).

## Історія
Першими поселенцями на Барбадосі були індіанські кочівники. Три хвилі імміграції пройшло через острів, які потім прямували у бік Північної Америки. У першу хвилю увійшли представники групи саладоїдів-барранкоїдів (Saladoid-Barrancoid), корінних жителів Венесуели, які приплили на острів на каное з долини річки Оріноко приблизно в 350 році нашої ери. Вони займалися землеробством, рибальством і виготовленням керамічних виробів. Пізніше, приблизно 800 року нашої ери на острів припливли індіанці з племені Аравак (Arawak) також з території Південної Америки. До поселень племені Аравак на острові належать Стауд Поїнт (Stroud Point), Чадлер Бей (Chandler Bay), Сейнт Люкс Гуллі (Saint Luke's Gully) і Меппс Кейв (Mapp's Cave). Згідно із записами нащадків племені з інших сусідніх островів, спочатку острів називався Ічироуганаїм (Ichirouganaim). У XIII столітті острів заселили індіанці племені Карибів, витіснивши звідти обидва попередні племені. Протягом кількох подальших сторіч кариби, як до них племена араваків і саладоїдів-барранкоїдів, ізольовано жили на острові.
Ім'я «Барбадос» прийшло від португальського дослідника Педро Кампоса (Pedro Campos) в 1536 році, який спочатку назвав острів «Os Barbados» (бородатий) через велику кількість фігових дерев, що росли на ньому, обвитих схожими на бороди епіфітами. Між 1536 і 1550 роками іспанські конкістадори захопили на острові багато карибів і використовували їх на плантаціях як рабів. Деякі кариби все ж втекли з острова.
Британські моряки, які висадилися на острові в 1620-х роках на місці нинішнього міста Гоултаун (Holetown), виявили острів незаселеним. З часу перших британських поселенців у 1627—1628 роках до здобуття незалежності в 1966 році, Барбадос перебував під безперервним британським контролем. Проте Барбадос задовольнявся наданою йому широкою автономією. Його парламент, Палата Законодавчих зборів (House of Assembly) був утворений у 1639 році. Серед перших важливих британських представників був сер Вільям Куртен (sir William Courten). До 1660 року був центром особливого володіння «Острови провінції Карлайла», що були власністю Джеймса Хея, графа Карлайла, а потім його сина (до 1660 року).
Починаючи з 1620-х років на острів було доставлено велику кількість чорношкірих рабів. 5000 місцевих жителів померло в 1647 році від хвороби, яка перебігала з гарячкою, а десята частина рабів була убита плантаторами-роялістами під час англійської революції в 1640-і роки через побоювання, що ідеї руху Левеллерів (Levellers) можуть поширитися серед рабів, якщо парламент візьме владу в свої руки.

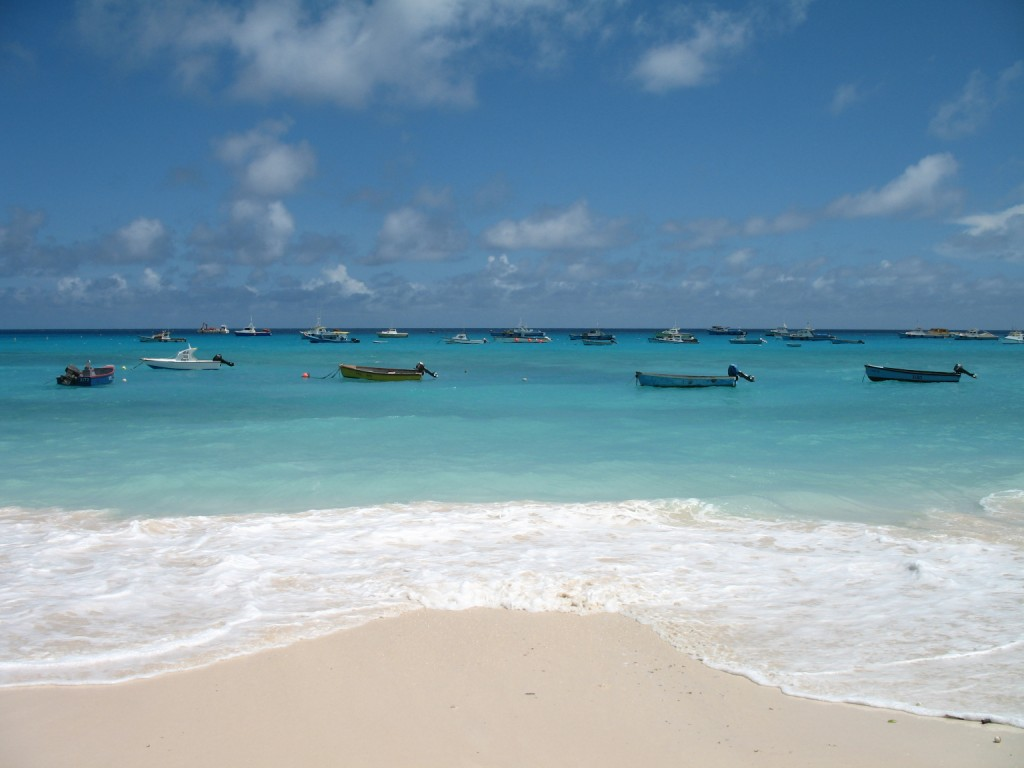
Пляж на Барбадосі

У той час на острів переселилася велика кількість кельтів — службовців за контрактом, переважно з Ірландії і Шотландії. Протягом кількох подальших сторіч кельти використовувалися буфером між англо—саксонськими плантаторами й численним чорношкірим населенням. Вони часто служили в колоніальній міліції і відігравали серйозну роль союзників чорношкірого населення в нескінченній череді колоніальних конфліктів. До того ж, у 1659 році англійці завезли на острів велику кількість шотландців та ірландців як рабів. За часів англійського короля Якова II та інших королів з династії Стюартів на острів також завозилися раби шотландського й англійського походження, наприклад у 1685 році під час придушення повстання Монмута в Англії. Сучасні нащадки цих рабів іронічно називають себе «червононогими» (Red Legs) і є одними з найбідніших верств населення сучасного Барбадосу. Також часто відбувалося змішування крові між чорношкірим африканським населенням і кельтами. Через те, що африканське населення було краще пристосоване до місцевого клімату і слабо сприйнятливе до тропічних хвороб, а також через частішу еміграцію білого населення при першій же можливості, переважно кельтське населення в XVII столітті змінилося на здебільшого чорношкіре до 20 століття.
Оскільки цукрова промисловість стала основною комерційною діяльністю на острові, Барбадос був розділений на великі маєтки плантацій, які замінили маленькі ділянки перших британських поселенців. Деякі зі зміщених фермерів перебралися до британських колоній Північної Америки, особливо, до Південної Кароліни. Для роботи на плантаціях на Барбадос та інші карибські острови завозилися раби з Західної Африки. Работоргівля була припинена в 1804 році. Однак ще тривало пригноблення, що призвело в 1816 році до найбільшого в історії острова повстання рабів. Близько тисячі людей загинуло в повстанні за свободу, 144 людини було страчено, і ще 123 депортовано королівською армією. Через 18 років, у 1834 році рабство в британських колоніях було нарешті скасовано. У Барбадосі та інших британських колоніях у Вест-Індії повній емансипації від рабства передував шестирічний період навчання.
Однак, у подальші роки завдяки майновому цензу при голосуванні на виборах власники плантацій і британські торгівці все ще домінували в місцевій політиці. Більш як 70 % населення, включаючи жінок, які не мали громадянських прав, було виключено з демократичного процесу. Так продовжувалося до 1930-х років, коли нащадки звільнених рабів організували рух за політичні права. Одним з лідерів цього руху був сер Грентлі Адамс (Grantley Adams), який заснував Барбадоську Лейбористську партію (Barbados Labour Party), пізніше в 1938 році перейменовану в Барбадоську Прогресивну Лігу (Barbados Progressive League). Попри те, що він був відданим прихильником монархії, Адамс і його партія вимагали більших прав для бідних верств населення. Прогрес у бік демократичного уряду був досягнутий у 1942 році, коли майновий ценз був знижений і жінки одержали виборче право. До 1949 року владу у плантаторів було відібрано, і в 1958 році Адамс став прем'єр-міністром країни.
З 1958 по 1962 роки Барбадос був одним з десяти членів Вест-Індійської федерації, націоналістично налаштованої організації, що виступала за незалежність британських колоній у регіоні. Монархічно налаштований Адамс не міг більше відповідати потребам народу. Еррол Барроу (Errol Walton Barrow), великий реформатор, вийшов з партії Адамса і заснував Демократичну лейбористську партію (Democratic Labour Party) як ліберальну альтернативу Барбадоської Прогресивної Ліги, і в 1961 році змінив Адамса на посту прем'єра.
З розпуском Федерації Барбадос повернувся до свого колишнього статусу самоврядної колонії. У червні 1966 року острів вступив у переговори з Великою Британією про свою незалежність, і 30 листопада 1966 року незалежність острова була офіційно проголошена.

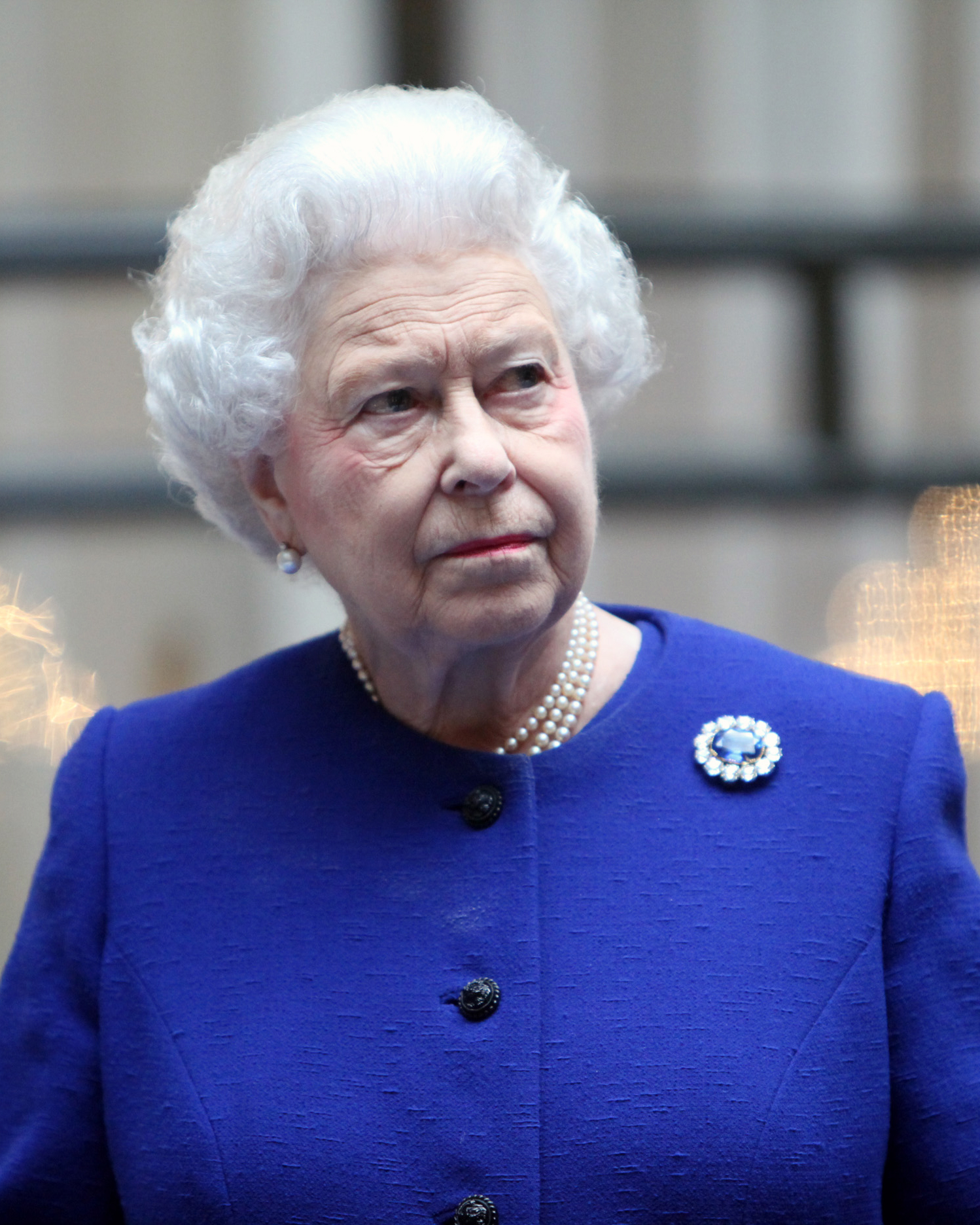
Єлизавета II — королева Барбадосу до 2021 року

До 2021 року главою держави була королева Великої Британії та Барбадосу Єлизавета II, яку представляв призначений нею генерал-губернатор. 2021 року парламент Барбадосу оголосив про вихід з-під влади британської корони.

## Державний устрій

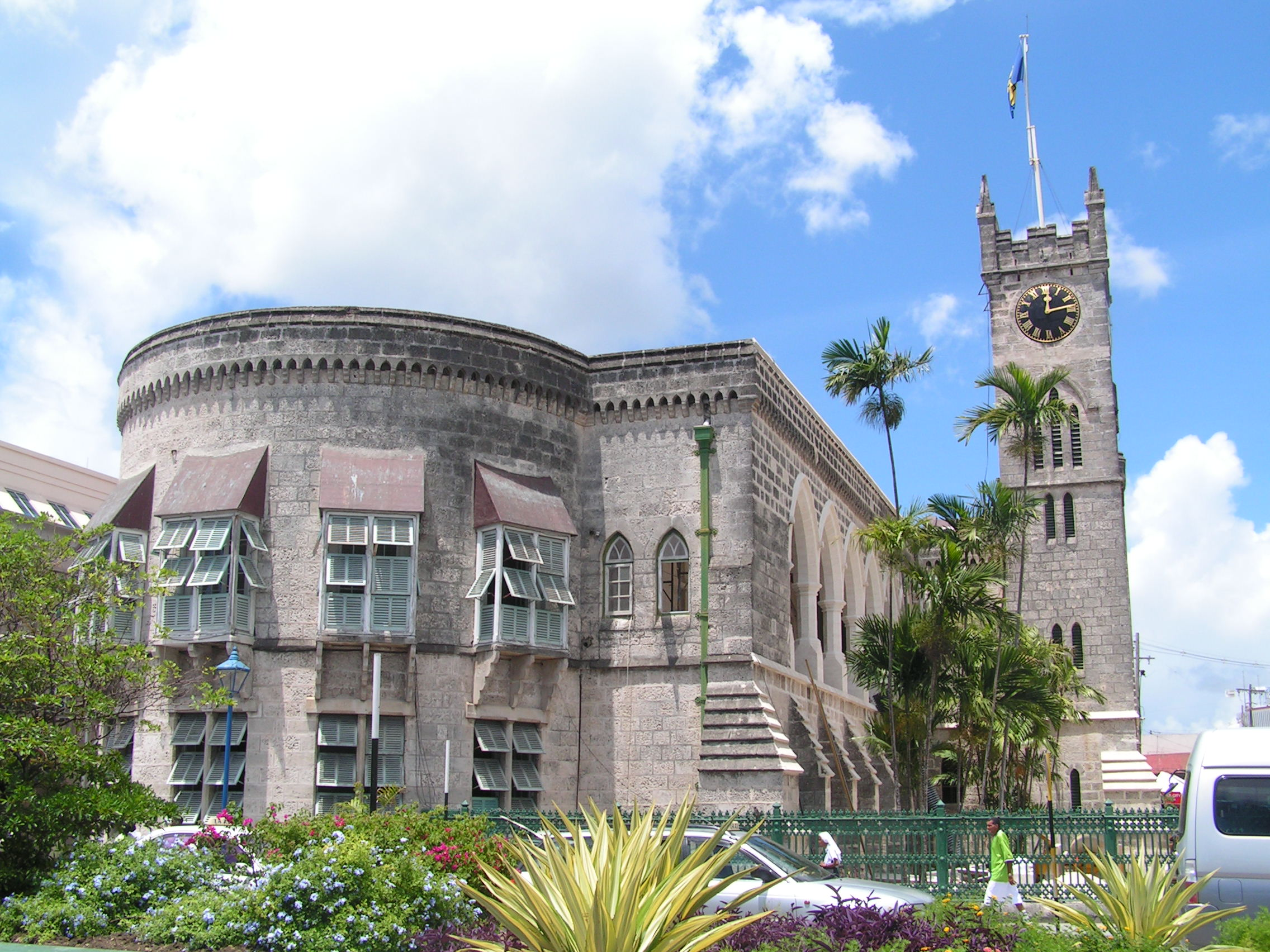
Будівля парламенту

Політичний устрій — республіка. Діє конституція від 30 листопада 1966 р.
Барбадос був незалежною державою в складі Співдружності, очолюваної Великою Британією, до 30 листопада 2021 року, коли було проголошено республіку та обрано першого президента.
Законодавча влада належить двопалатному парламенту, що складається з Палати зборів (House of Assembly) у складі 30 депутатів, які обираються населенням загальним прямим голосуванням терміном на 5 років і Сенату (Senate) з 21 члена: 12 призначаються генерал-губернатором за рекомендацією прем'єр-міністра, 2 — за рекомендацією лідера опозиції, 7 вибирає сам генерал-губернатор. Голова Сенату — Бренфорд Тейт (Branford Taitt).
Палата зборів обрана 15 січня 2008 р. Спікер — Майкл Каррінгтон (Michael Carrington).
Виконавча влада здійснюється урядом на чолі з прем'єр-міністром, якого призначає генерал-губернатор і за рекомендацією прем'єр-міністра — міністрів. Уряд підзвітний парламенту.
 Політичні партії 
- Барбадоська лейбористська партія — БЛП (Barbados Labour Party — BLP). Заснована в 19З8 р. Лідер і голова — Міа Моті (Міа Mottey). Генеральний секретар — Вільям Дагід (William Duguid). Друкований орган — тижневик «Бікон» (The Beacon).
- Демократична лейбористська партія — ДЛП (Democratic Labour Party — DLP). Заснована в 1955 р. Лідер і голова — Девід Нхомпсон (David Nhompson).
- Національна демократична партія — НДП (National democratic Party — NDP). Заснована в 1989 р.після розколу Демократичної лейбористської партії. Лідер — Ричард Хейнс (Richard Haynes).

## Географія

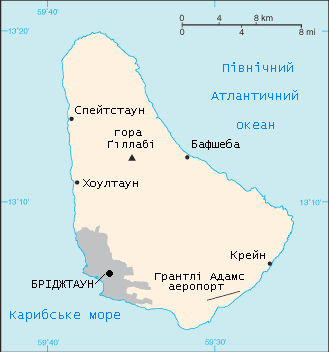
Мапа Барбадосу.

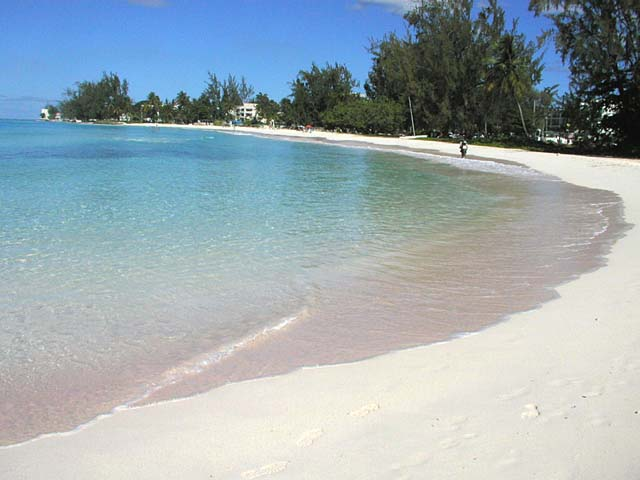
Пляж біля Бриджтауну

Острів розташований у Карибському морі на північ від Венесуели, найсхідніший з карибських островів. Має географічні координати 13° 10' пн. ш., 59° 32' зх. д.

### Рельєф
Острів Барбадос, що є вершиною підводного Барбадоського хребта, скомпонованого осадовими породами, перекритими кораловими вапняками потужністю близько 90 м. Терен острова головним чином, рівний, трохи піднятий у центральному плоскогір'ї. На заході виражена серія морських терас. Найвища точка — гора Гіллабі (336 м). Характерні карстові форми рельєфу. Вздовж узбережжя тягнеться широка смуга пляжів, всипаних білим піском. Виняток становлять обривисті південно-східні і північно-східні береги. Острів майже повсюдно оточений кораловими рифами.

### Клімат
Тропічний пасатний, помірно спекотний. Середні температури найпрохолоднішого місяця (лютого) — 25 °C, найжаркішого (вересня) — 27 °C. Середня річна сума опадів 1500 мм із коливаннями від 1100 мм на низовинному узбережжі до 2100 мм у піднесених центральних районах острова. Розрізнюють два сезони: сухіший (грудень-травень) і вологіший (червень-листопад). Спекотна погода переноситься легко завдяки пасатам і ранковому і вечірньому бризам. Великих річок на острові немає, але є нечисленні карстові джерела.

### Ґрунти
У найвологіших умовах розвинуті червоноземи, в найсухіших — темнокольорові ґрунти. Первинні вічнозелені тропічні ліси переважно знищені. Єдиний лісовий масив — резерват Тернес-Хол площею 18,6 га, знаходиться на півночі острова, крім того, деревна рослинність місцями збереглася на узбережжі.

### Флора
Переважає культурний ландшафт з плантаціями цукрової тростини. Вздовж доріг зустрічаються штучні насадження червоного дерева (махагони), казуарини, кокосової пальми. Широко поширені гарно квітучі чагарники.

### Фауна
На Барбадосі немає змій і хижаків, за винятком мангуст, що сильно розплодилися, яких завезли 100 років тому для боротьби з пацюками. Зустрічаються зайці і мавпи. На острові гніздяться колібрі, папуги, голуби та інші птахи, зупиняються перелітні птахи. У прибережних водах водяться риба й ракоподібні. Для охорони екосистем коралових рифів створено морський резерват.

### Корисні копалини
На острові знайдено скромні запаси нафти та природного газу.

## Адміністративний поділ
Барбадос поділяється на 11 парафій (приходів, англ. parish):
| №  | Приход (парафія) | Адміністративний центр | Площа, км² | Населення на 2000 р. | Густота ос./км² |
| -- | ---------------- | ---------------------- | ---------- | -------------------- | --------------- |
| 1  | Крайст-Черч      | Ойстерс                | 57         | 49498                | 868,39          |
| 2  | Сент-Андру       | Грінленд               | 36         | 5254                 | 145,94          |
| 3  | Сент-Джордж      | Булкелі                | 44         | 17868                | 406,09          |
| 4  | Сент-Джеймс      | Голітаун               | 31         | 22742                | 733,61          |
| 5  | Сент-Джон        | Блекменс               | 34         | 8873                 | 260,97          |
| 6  | Сент-Джозеф      | Батшеба                | 26         | 6805                 | 261,73          |
| 7  | Сент-Люсі        | Краб-Гілл              | 36         | 9328                 | 259,11          |
| 8  | Сент-Мішель      | Бриджтаун              | 39         | 83684                | 2145,74         |
| 9  | Сент-Пітер       | Спейтстаун             | 34         | 10699                | 314,68          |
| 10 | Сент-Філіп       | Крані                  | 60         | 20540                | 342,33          |
| 11 | Сент-Томас       | Гіллебі                | 34         | 11590                | 340,88          |
|    | Усього           |                        | 431        | 246 881              | 572,81          |

## Населення

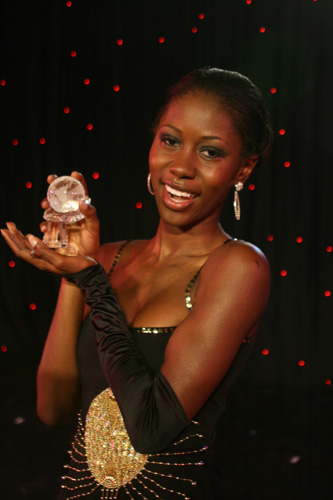
Місс Барбадос-2008 Наталі Гріффіт

Населення Барбадосу становить 284 589 осіб (2009 р.) Вони називають себе «бейджанами» (англ. Bajans). Близько 90 % населення є чорношкірими («афро—бейджани»), переважно це нащадки рабів, що працювали на плантаціях цукрової тростини. Залишок включає європейську групу («англо—бейджани»), азіатів, «хінді—бейджани» і впливову мусульманську групу з Близького Сходу («араби—бейджани»), переважно — нащадки вихідців із Сирії й Лівану.
Інші національні групи включають вихідців із США, Канади, Великої Британії або латиноамериканців, що приїхали на заробітки. Барбадосців, які повернулися зі США, називають «янкі-бейджан». Деякі з них вважають це образою[джерело?].
Офіційна мова в Барбадосі англійська, місцевий діалект якої називають «бейджан» (Bajan). 67 % жителів відносять себе до вірян протестантської релігії під управлінням англіканської церкви, на острові також представлені римська католицька церква, індуїзм і мусульманські меншини.

## Релігія
За даними перепису 2000 року, понад 95 відсотків населення Барбадосу визнали себе християнами, проте значна частина з них не бере участі в жодній із церковних громад. Англіканська церква є найбільшою релігійною спільнотою, до якої належить понад 70000 членів. Близько 16000 осіб сповідують адвентизм. З інших християнських конфесій є 11000 католиків, 7000 п'ятдесятників, методисти та Свідки Єгови.
З нехристиянських конфесій є близько 4000 мусульман, більшість з яких іммігранти з індійського штату Гуджарат.

## Економіка
Історично економіка Барбадосу завжди залежала від культивування цукрової тростини і діяльності, яка належить до нього. Переробка цукрової тростини, що включає виробництво рому і меласи (відходів переробки тростини, що використовуються на корм худобі), здавна являла собою одну з головних галузей обробної промисловості на Барбадосі, але зараз розвиваються й інші галузі. Вирощуються банани та інші тропічні фрукти й овочі. Практикується розведення овець, свиней, кіз, великої рогатої худоби і домашньої птиці. Істотний внесок у розширення харчового раціону остров'ян вносить рибальство. Працює ряд підприємств з виробництва різноманітного асортименту продовольства, а також таких споживчих товарів, як мило, меблі, одяг і предмети домашнього вжитку. Ведуться розробки вапняку, піску і деяких глин, що використовується у виробництві цегли. У невеликому об'ємі видобуваються нафта і природний газ. Налагоджено виробництво комплектуючих для комп'ютерів і будівельних матеріалів. У Бриджтауні діє нафтопереробний завод. На острові широко представлені офшорні фінансові й інформаційні інститути.
Традиційними торговельними партнерами Барбадосу є Канада, Карибське Співтовариство (особливо Тринідад і Тобаго), Велика Британія і США.
Головні статті експорту — цукор, ром і меляса; нафтопродукти, хімічна продукція, електротехнічне та електронне обладнання, а також готовий одяг. Основні партнери по експорту — США, Тринідад і Тобаго, Велика Британія, Ямайка і Сент-Люсія. Ввозяться переважно продовольство, машини та обладнання, нафта, хімічні продукти, автомобілі, будівельні матеріали. Основні партнери по імпорту — США, Тринідад і Тобаго, Японія, Велика Британія, Канада.
Залізниць на острові немає. Протяжність автомобільних доріг Барбадосу 1793 км, причому 1719 км мають тверде покриття. На Барбадосі немає природних гаваней, але в 1961 у Бриджтауні було споруджено штучну гавань, доступну для суден з глибокою осадкою, пізніше гавань була побудована також в Спейтстауні.

## Міжнародні відносини
Барбадос має стосунки з багатьма державами світу.

### Відносини з Україною
Дипломатичні відносини з Україною встановлено 14 квітня 1993 р.

## Суспільство і культура

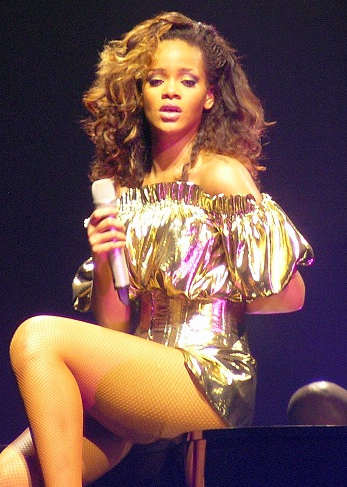
Ріанна

У минулому існував різко виражений розподіл суспільства за расовою ознакою, однак до 1970-х років расову сегрегацію на побутовому рівні було практично усунуто. Правда, при виборі професії расова приналежність все ще має значення. Наприклад, білим належать ключові пости у великому бізнесі і земельна власність, тоді як більшість лікарів, адвокатів, вчителів і державних службовців, а також працівники фізичної праці — особи африканського походження.
Барбадос зберіг культурні зв'язки з колишньою метрополією, мабуть тісніші, ніж інші острівні держави британської Вест-Індії. Багато барбадосців працюють у Великій Британії. Досі на Барбадосі зберігаються звичаї і традиції африканських предків. Звучать своєрідні сумно протяжні барбадоські пісні, дають концерти шумові оркестри, що використовують як музичні інструменти порожні металеві бочки і каністри, виконується запальний народний танець лімбо.
Художня література Барбадосу почала інтенсивно розвиватися з 1940-х. До значних письменників острова належать Х. А. Воан, Ф. А. Коллімор, П. Блекмен, К. Сілі, Е. Уолкотт, К. М. Хоуп, Дж. Леммінг, О. Кларк і інш.
Навчання в державних школах безкоштовне й обов'язкове для дітей у віці від 5 до 14 років. Близько 97 % дорослого населення грамотне. Вищу освіту можна здобути в барбадоській філії Вест-Індського університету і Кодрингтонському коледжі (найстарішому вищому навчальному закладі англомовних країн Карибського басейну). З 1963 року на Барбадосі відкрито відділення мистецтв і наук Вест-Індського університету, в 1968-му — педагогічний коледж. Музей та історичне товариство Барбадосу, засноване в 1933, мають у своєму розпорядженні геологічні колекції, експонати морської флори і фауни, історичні документи, а також предмети декоративного мистецтва.
Функціонує система публічних бібліотек з центром у Бриджтауні. У Барбадосі більше а ніж на інших островах Вест-Індії, присутній вплив англійської культури. Чудовим прикладом цього служить національний вид спорту — крикет. З Барбадосу вийшло кілька відомих гравців крикету — Гарфілд Соберс (Garfield Sobers) і Франк Уоррелл (Frank Worrell). 2007 року Барбадос приймав у себе чемпіонат світу з крикету. Також на острові проводяться щорічні змагання з гольфу Barbados Open.
Найбільшою культурною подією Барбадосу є фестиваль — карнавал «Crop Over Festival», присвячений збору врожаю цукрової тростини. Фестиваль містить у собі музичні конкурси та інші традиційні розваги. Він починається на початку липня і закінчується великим костюмованим парадом у День Кадумент (Kadooment Day) у перший понеділок серпня. В січні тут проводиться джазовий фестиваль, на який з'їжджаються знамениті музиканти з усіх куточків землі. У жовтні ж на Барбадосі зустрічаються юні любителі джазу. Два останніх тижні травня присвячені кельтському фестивалю — скрізь звучать шотландські та уельські мотиви.
Відома R&B-співачка Ріанна (англ. Rihanna; справжнє ім'я Робін Ріанна Фенті, англ. Robyn Rihanna Fenty) походить з Барбадосу. Вона народилася у Сент Майклі, 20 лютого 1988 року. Ріанна переїхала у США в 16 років, щоб продовжити кар'єру.

### Офіційні свята
- 1 січня — Новий Рік
- 21 січня — День прем'єр-міністра Еррола Барроу
- Кінець березня — початок квітня — страсна п'ятниця
- Кінець березня — початок квітня — великодній понеділок
- 1 травня — День праці
- Восьмий понеділок після Великодня — Духів день
- Перший понеділок серпня — свято кадумент
- Перший понеділок жовтня — день об'єднаних націй
- 30 листопада — День Незалежності
- 25 грудня — Різдво
- 26 грудня — День різдвяних подарунків

## Освіта
Освіту в Барбадосі побудовано за британською моделлю. Витрати на освіту становлять близько 20 % річного бюджету країни. Навчання в державних школах безкоштовне й обов'язкове для дітей у віці від 5 до 14 років. На Барбадосі діє більше 70 початкових шкіл, понад 20 середніх шкіл, а також низка приватних шкіл. Близько 97 % дорослого населення грамотне. Вищу освіту можна здобути в Політехнічному коледжі імені Самюеля Джекмана Прескода, кампусі Кейв Хілл Університеті Вест-Індії і Кодрінгтонському коледжі (найстарішому вищому навчальному закладі англомовних країн Карибського басейну).
З 1963-го на Барбадосі відкрито відділення мистецтв і наук Вест-Індського університету, у 1968-му — педагогічний коледж.

## Охорона здоров'я
Як і в інших країнах Співдружності націй, медичні послуги громадянам Барбадосу фінансуються державою. Медичні установи представлені Шпиталем королеви Єлизавети в Бриджтауні і більш ніж 20 поліклініками на всій території країни.

## Засоби масової інформації

### Інформаційні агентства
- Карибіан Ньюс Ейдженсі (Caribbean News Agency — CANA). Інформаційне агентство англомовних карибських країн. Створене в 1976 р. Знаходиться в Бриджтауні (Барбадос).

### Газети
- «Барбадос адвокейт»(Barbados Advocate — «Барбадоський захисник»). Щоденна газета. Видають у Бриджтауні. Заснована в 1895 р. До 1969 р. називалась «Адвокейт». Тираж 11,4 тис.
- «Бікон» (The Beacon — «Маяк»). Тижневик, видають у Бриджтауні. Заснований у 1946 р., тираж 15 000. Орган Барбадоської лейбористської партії.
- «Карібіан уїк» (Caribbean Week — «Карибський тиждень»). Щоквартальна газета. Видають у Бриджтауні. Заснована в 1989 р. Тираж 56,2 тис.
- «Нейшн» (The Nation — «Нація»). Щоденна газета. Видають у Бриджтауні. Заснована в 197З р. Тираж 23,5 тис., наприкінці тижня — ЗЗ,1 тис.
- «Санді адвокейт» (Sunday Advocate — «Недільний захисник»). Недільне видання газети «Барбадос адвокейт». Видають у Бриджтауні. Заснована в 1895 р. Тираж 17,4 тис.
- «Санді сан» (The Sunday Sun — «Недільне сонце»). Недільний тижневик. Видають у Бриджтауні. Заснований у 1979 р. Тираж 48,8 тис.

### Радіо та телебачення
- «Барбадос редіф'южн сервіс лімітед» (Barbados Rediffusion Service, Ltd.). Радіомовна комерційна служба. Заснована в 19З5 р. Філіал англійської компанії «Редіф'южн інтернешнл лімітед».
- «Карібіан бродкастінг корпорейшн»(Caribbean Broadcasting Corporation). Радіо — і телевізійна компанія. Заснована в 196З р. Телевізійна служба почала діяти на Барбадосі 15 грудня 1964 р.

## Інформація для туристів
Міжнародний аеропорт Грентлі Адамса (Grantley Adams, GAIA) приймає прямі рейси із США, країн Карибського регіону та європейських аеропортів і є основним зв'язуючим вузлом на східних Карибах. Зараз в аеропорту проводяться роботи з розширення й поліпшення якості обслуговування.
На острові розташовані ряд готелів міжнародного класу. Також можна заздалегідь зарезервувати невеликий готель чи віллу. Серед туристів найпопулярнішими є західні й південні береги острова з блакитним карибським морем і пляжами з білого піску. Вздовж східного атлантичного узбережжя — сильні хвилі, що створює гарні умови для серфінгу, хоча при відпливі є певний ризик. Місце «Soup Bowl» досить популярне для любителів цього виду спорту.
Відвідання магазинів безмитної торгівлі також має популярність серед туристів. Нічне життя в Барбадосі зосереджене у великих туристичних районах, як-от Saint Lawrence Gap. Серед інших розваг: відвідання заповідника «Резерви дикої природи» (Wildlife Reserve), придбання ювелірних виробів, дайвінг, поїздки на вертольоті, гольф, фестивалі, дослідження печер, екзотичні напої й багато іншого.
Ресторани — всупереч уявленням про карибську кухню, яку, як багато хто вважає, характеризує велика кількість перцю, барбадоські ресторани пропонують вишукане меню. Страви, приготовані з місцевих дарів моря, часом унікальні, оскільки деякі види риб і молюсків водяться тільки в прибережних водах Барбадосу. У більшості ресторанів можна замовити різноманітно приготовані страви з королівської й летючої риби.
Місцевим делікатесом вважається вид молюсків, що англійською мовою називається «conch», із яких готують суп, печуть оладки, роблять коктейлі. Серед страв, що представляють барбадоську кухню, — Buljol, холодний салат із тріски, помідорів, цибулі, солодкого перцю й маринованої петрушки. До них же належить Callaloo — суп із овочів, м'яса крабів і однойменної трави, схожої на шпинат. На десерт вам принесуть (залежно від сезону) манго, папаю або фрукт, розміром з баскетбольний м'яч, з гігантським насінням, що називається англійською mammyapple. Досвід знайомства з карибською кухнею буде неповним, якщо ви не скуштуєте фруктових напоїв, основним компонентом яких є виготовлений на Барбадосі ром.
Чайові — 10-відсоткова надбавка робиться до вашого рахунку в готелі й у більшості ресторанів. Якщо надбавку не зроблено, чайові для покоївок становлять 1 долар за кожну кімнату на день, для офіціантів — від 10 до 15 %, таксистів — 10 % від суми платежу. Носії в аеропорту й готелях розраховують заробити 1 долар США за кожну перенесену одиницю багажу.

## Транспорт
Основою громадського транспорту в Барбадосі є автобусне сполучення. Нарівні з великими синіми муніципальними автобусами Барбадоської транспортної системи автобусне сполучення також представлене приватним маршрутним таксі, що називається ZR's (вимовляється як «зед-арс»), а також мікроавтобусами компанії «minibuses», які об'їжджають усі значущі місця на острові. Ці мікроавтобуси іноді можуть бути переповненими, але зазвичай вибирають найбільш видовищні місця для подорожей. Ці автобуси зазвичай вирушають або із столиці Бриджтауна, або з міста Спейтстаун на півночі острова.
Міні-автобуси приватних компаній дають решту грошей, муніципальні автобуси Барбадоської транспортної системи — ні. Пересадка на багатьох маршрутах можлива тільки в Бриджтауні. Однак, якщо ви чекаєте досить довго, то можете знайти автобус, який іде не через столицю, а прямо в пункт вашого призначення. Зазвичай водії охоче підбирають вас, де б ви не були, але водії приватних компаній дуже не люблять підказувати альтернативні маршрути, навіть якщо ті більше вам підходять.
Полювання на клієнтів починається ще на автобусному терміналі (іноді навіть на стоянці, повній автобусів); дуже часто водій ZR's намагається провести вас до своєї машини, при цьому голосно лаючись із іншими водіями. Насправді такі суперечки не такі драматичні, як здаються на перший погляд.
Деякі готелі також пропонують своїм клієнтам човниковий сервіс до визначних пам'яток острова. Як правило, їхні автобуси відбувають просто від входу в готель. На острові також безліч таксі, хоча їхні послуги досить дороге задоволення. Приїжджі також можуть скористатися орендою машини у випадку, якщо у них є дійсні права. Слід тільки враховувати, що рух у Барбадосі лівосторонній.
Оренда автомобілів розвинена, але досить недешева. Для водіння на острові необхідне національне або міжнародне діюче посвідчення водія.

## Збройні сили
Військовий бюджет 13 млн дол (2001). Регулярні Збройні сили 610 чол. Резерв 430 чол. Комплектування: на добровільній основі. Мобілізаційні ресурси 72,3 тис. осіб, у тому числі придатних до військової служби 49 700.
Сухопутні війська: 500 чоловік (Барбадоський полк, створений в 1902 році, брав участь в обох світових війнах і в окупації Гренади в 1983; нині укомплектовані три роти — штабна, спеціальних операцій, технічної підтримки).
ВПС: немає. ВМС: 110 чол.